# أوسكار براتن
أوسكار براتن (بالنرويجية البوكمول: Oskar Braaten)‏ هو كاتب سيناريو ومؤلف وكاتب نرويجي، ولد في 25 نوفمبر 1881 في كريستيانية في النرويج، وتوفي في 17 يوليو 1939 في Trysil ‏ في النرويج بسبب حادث مرور.

## وصلات خارجية
- أوسكار براتن على موقع IMDb (الإنجليزية)
- أوسكار براتن على موقع الموسوعة البريطانية (الإنجليزية)
- أوسكار براتن على موقع ميوزك برينز (الإنجليزية)
- أوسكار براتن على موقع قاعدة بيانات الأفلام السويدية (السويدية)
- أوسكار براتن على موقع قاعدة بيانات الفيلم (الإنجليزية)